# Ларченко, Олег Фёдорович
Олег Фёдорович Ларченко — советский хозяйственный деятель.

## Биография
Родился в 1928 году в Ленинграде. Член КПСС.
Окончил Ленинградский политехнический институт.
В 1953—1968 гг. — мастер, начальник цеха, заместитель директора Кировского завода по производству.
В 1968—1974 гг. — начальник Управления Министерства оборонной промышленности СССР.
В 1974—1980 гг. — заместитель министра оборонной промышленности СССР.
В 1980—1985 гг. — первый заместитель министра оборонной промышленности СССР.

Ларченко О. Ф. до этого был начальником цеха № 18 (турбинное производство), и недавно был назначен зам. директора. Это был высокий, симпатичный мужчина, остроумный, любил пошутить, но и спрашивать работу умел жестко. Очень был энергичный, напористый. Мне он нравился. Через 2 года он уже работал заместителем Министра оборонной промышленности.

Умер в 1985 году в Москве.

## Награды
- Орден Ленина
- Орден Октябрьской Революции
- Орден Трудового Красного Знамени
- Орден Знак Почёта